# Cinema Accademia
Il Cinema Accademia è un teatro situato a Pontassieve.
Già dal 1870 si erano avviate le pratiche relative alla costruzione del teatro, ma solo vent'anni dopo fu realizzato con la denominazione di Teatro dell'Accademia Vincenzo da Filicaia.
Nel 1929 il locale venne dato in gestione al Partito Nazionale Fascista e venne ben presto adibito anche a cinematografo.
In questa redazione, giunta fino agli anni cinquanta, il teatro presentava una sala presumibilmente ovata, 14 palchi e un loggione, capaci di ospitare 700 spettatori. Nel 1990 è stato restaurato sia nell'impiantistica che nelle decorazioni. Nella nuova redazione ha accentuato il suo ruolo di sala cinematografica, con posti a sedere solo in platea, mentre la galleria è stata adattata a cabina di proiezione e di regia.